# 塔兰孔
塔兰孔，是西班牙卡斯蒂利亚-拉曼恰昆卡省的一个市镇。总面积107平方公里，总人口11786人（2001年），人口密度110人/平方公里。